# Gymnoscelis subtristigera
Gymnoscelis subtristigera är en fjärilsart som beskrevs av Walker 1866. Gymnoscelis subtristigera ingår i släktet Gymnoscelis och familjen mätare. Inga underarter finns listade i Catalogue of Life.